# Lake Isabella (Kalifornia)
Lake Isabella statisztikai település az USA Kalifornia államában, Kern megyében. Lakosainak száma 3573 fő (2020. április 1.).

## Népesség
A település népességének változása:

| 2010 | 3 466 |
| 2020 | 3 573 |